# 有害番組
有害番組（ゆうがいばんぐみ）とは、一般に、猥褻表現や暴力表現により、青少年の健全な育成に対して害を及ぼすとみなされた番組を指す概念。

## 欧米
子どもとテレビの関係をめぐっては欧米ではかなり早い段階から研究が行われてきた。その主要なものとしては、1930年のペイン基金による研究や1955年のエレーナ=マッコビー・ライリー夫妻による研究などがある。

## 日本
PTA等の保護者団体等が、特定の番組を「有害番組」とみなし、放送事業者やBPOに抗議・苦情を申し入れることがしばしばある。
岡山県では、1977年に有害放送指定制度を導入する動きがあったが、地元のマスコミが反対したため導入を見送られた経緯がある。
東京都青少年教育審議会が、2002年2月に『真剣10代しゃべり場』（NHK）を有害番組として指定した例がある。
青少年有害社会環境対策基本法案が可決された場合、政府によって有害番組が指定されてしまい、言論の自由が損なわれるとして日本民間放送連盟等が法案に反対している。
放送倫理・番組向上機構では苦情の目立つ一部の番組について、下部委員会の「放送と青少年に関する委員会」（通称：青少年委員会）が放送事業者に対し文書で質問を行ったり、実際の番組を視聴して番組内容が青少年に与える内容を検討する。その結果、青少年に対して悪影響を及ぼす可能性があり、改善が困難であると判断した場合、「委員会見解」を討議により決定し、具体的な番組名を挙げて、放送事業者及び視聴者に対して注意を喚起する。
過去においては、2000年11月に、フジテレビの『めちゃ2イケてるッ!』の1コーナー「七人のしりとり侍」と、テレビ朝日の『おネプ!』の1コーナー『ネプ投げ』において、暴力表現や猥褻表現が含まれ、青少年の健全な育成に悪影響を及ぼすとして、「問題あり」との指摘をしている。
この結果、両放送事業者は、当該番組中問題があると指摘されたコーナーを中止した。
なお、放送倫理・番組向上機構がこれらの「見解公表」を行う際に、「有害番組」という表現を用いたことは現在のところない。
また、有害番組に指定された事例は無いものの、近い事例として、野島伸司が制作に関わった番組は暴力表現や弱者軽視といった演出が多いことからしばしば批判の対象となっており、日本PTA全国協議会でたびたび問題作品として取り上げられている。